# Ferry II van Lotharingen
Ferry II van Lotharingen ook bekend als Frederik II van Lotharingen (overleden op 10 oktober 1213) was van 1206 tot 1213 hertog van Opper-Lotharingen.

## Levensloop
Hij was de zoon van hertog Ferry I van Lotharingen en Ludmilla van Polen, dochter van groothertog Mieszko III van Polen.
Ferry II werd door zijn kinderloze oom, hertog Simon II van Lotharingen, aangeduid als troonopvolger. Nadat Simon II in 1205 aftrad en zich terugtrok in een klooster, werd echter niet hij, maar zijn vader Ferry I de nieuwe hertog van Opper-Lotharingen. Zijn vader overleed korte tijd daarna echter, waarna Ferry II in 1206 toch nog hertog van Opper-Lotharingen werd. 
In 1188 huwde Ferry II met Agnes van Bar, dochter van graaf Theobald I van Bar. Als bruidsschat kreeg hij de landerijen rond de plaatsen Amance, Longwy en Stenay. Later kwam hij echter in conflict met zijn schoonvader en in 1208 kwam het tot oorlog, waarbij Ferry II verslagen werd. Daarna werd hij zeven maanden lang gevangengenomen en Ferry II werd pas vrijgelaten nadat hij de gebieden die hij als bruidsschat gekregen had, terug afstond aan zijn schoonvader.
In 1197 steunde hij de kandidatuur van Filips van Zwaben voor de titel van Rooms-Duits koning, maar nadat Filips in 1208 werd vermoord, koos hij de zijde van Otto van Brunswijk. Nadat Otto in 1211 wegens een conflict met paus Innocentius III werd geëxcommuniceerd, koos Ferry II vervolgens de zijde van koning Frederik II van Sicilië.

## Nakomelingen
Ferry II en Agnes van Bar kregen volgende kinderen:
- Theobald I (1191-1220), hertog van Opper-Lotharingen
- Mattheus II (1193-1251), hertog van Opper-Lotharingen
- Reinoud (overleden in 1274), graaf van Blieskastel
- Alix, huwde eerst met graaf Werner van Kyburg en daarna in 1229 met heer Walter van Vignory
- Lauretta, huwde in 1226 met graaf Simon III van Saarbrücken
- Jacob (overleden in 1260), bisschop van Metz

## Voorouders
| Voorouders van Ferry II van Lotharingen (-1213) | Voorouders van Ferry II van Lotharingen (-1213)                      | Voorouders van Ferry II van Lotharingen (-1213)                      | Voorouders van Ferry II van Lotharingen (-1213)                      | Voorouders van Ferry II van Lotharingen (-1213)                      | Voorouders van Ferry II van Lotharingen (-1213)                                | Voorouders van Ferry II van Lotharingen (-1213)                                | Voorouders van Ferry II van Lotharingen (-1213)                      | Voorouders van Ferry II van Lotharingen (-1213)                      |
| ----------------------------------------------- | -------------------------------------------------------------------- | -------------------------------------------------------------------- | -------------------------------------------------------------------- | -------------------------------------------------------------------- | ------------------------------------------------------------------------------ | ------------------------------------------------------------------------------ | -------------------------------------------------------------------- | -------------------------------------------------------------------- |
| Overgrootouders                                 | Simon I van Lotharingen (1076-1139) ∞ Adelheid (-)                   | Simon I van Lotharingen (1076-1139) ∞ Adelheid (-)                   | Frederik II van Zwaben (1090-1147) ∞ Judith van Beieren (1100-1130)  | Frederik II van Zwaben (1090-1147) ∞ Judith van Beieren (1100-1130)  | Bolesław III van Polen (1086-1138) ∞ Salomea van Berg-Schelklingen (1101-1144) | Bolesław III van Polen (1086-1138) ∞ Salomea van Berg-Schelklingen (1101-1144) | Béla II van Hongarije (1109-1141) ∞ Helena van Servië (1109-1146)    | Béla II van Hongarije (1109-1141) ∞ Helena van Servië (1109-1146)    |
| Grootouders                                     | Mattheus I van Lotharingen (1110-1175) ∞ Bertha van Zwaben (-1195)   | Mattheus I van Lotharingen (1110-1175) ∞ Bertha van Zwaben (-1195)   | Mattheus I van Lotharingen (1110-1175) ∞ Bertha van Zwaben (-1195)   | Mattheus I van Lotharingen (1110-1175) ∞ Bertha van Zwaben (-1195)   | Mieszko III (1126-1202) ∞ Elisabeth van Hongarije (1128-1154)                  | Mieszko III (1126-1202) ∞ Elisabeth van Hongarije (1128-1154)                  | Mieszko III (1126-1202) ∞ Elisabeth van Hongarije (1128-1154)        | Mieszko III (1126-1202) ∞ Elisabeth van Hongarije (1128-1154)        |
| Ouders                                          | Ferry I van Lotharingen (1143-1206) ∞ Ludmilla van Polen (1153-1223) | Ferry I van Lotharingen (1143-1206) ∞ Ludmilla van Polen (1153-1223) | Ferry I van Lotharingen (1143-1206) ∞ Ludmilla van Polen (1153-1223) | Ferry I van Lotharingen (1143-1206) ∞ Ludmilla van Polen (1153-1223) | Ferry I van Lotharingen (1143-1206) ∞ Ludmilla van Polen (1153-1223)           | Ferry I van Lotharingen (1143-1206) ∞ Ludmilla van Polen (1153-1223)           | Ferry I van Lotharingen (1143-1206) ∞ Ludmilla van Polen (1153-1223) | Ferry I van Lotharingen (1143-1206) ∞ Ludmilla van Polen (1153-1223) |